# Csád történelme
Csád történelme olyan több ezer éves időszakot ölel fel, amelyben az ország (pontosabban az ország mai területe) sok idegen nép befolyása alatt állt, mígnem a 20. században az ország elnyerte függetlenségét.

## Kezdeti történelem
Az i. e. 7. évezredben Csád északi részén a természeti feltételek még lehetővé tették a mezőgazdasági termelést, így sok ember telepedett le itt. Ennek következtében kialakultak az első települések a régióban. A Tibeszti környékén talált emlékek ősi kultúra emlékei szerint i. e. 3500-ig még jelentős csapadék esett a vidéken és a mai sivatag helyét dús növényzet borította. A Csád-tó elődjének kiterjedése megközelítette a mai Kaszpi-tenger méretét.
Több mint 2000 éven át a terület a civilizációk közötti kereskedelem egyik központja volt.

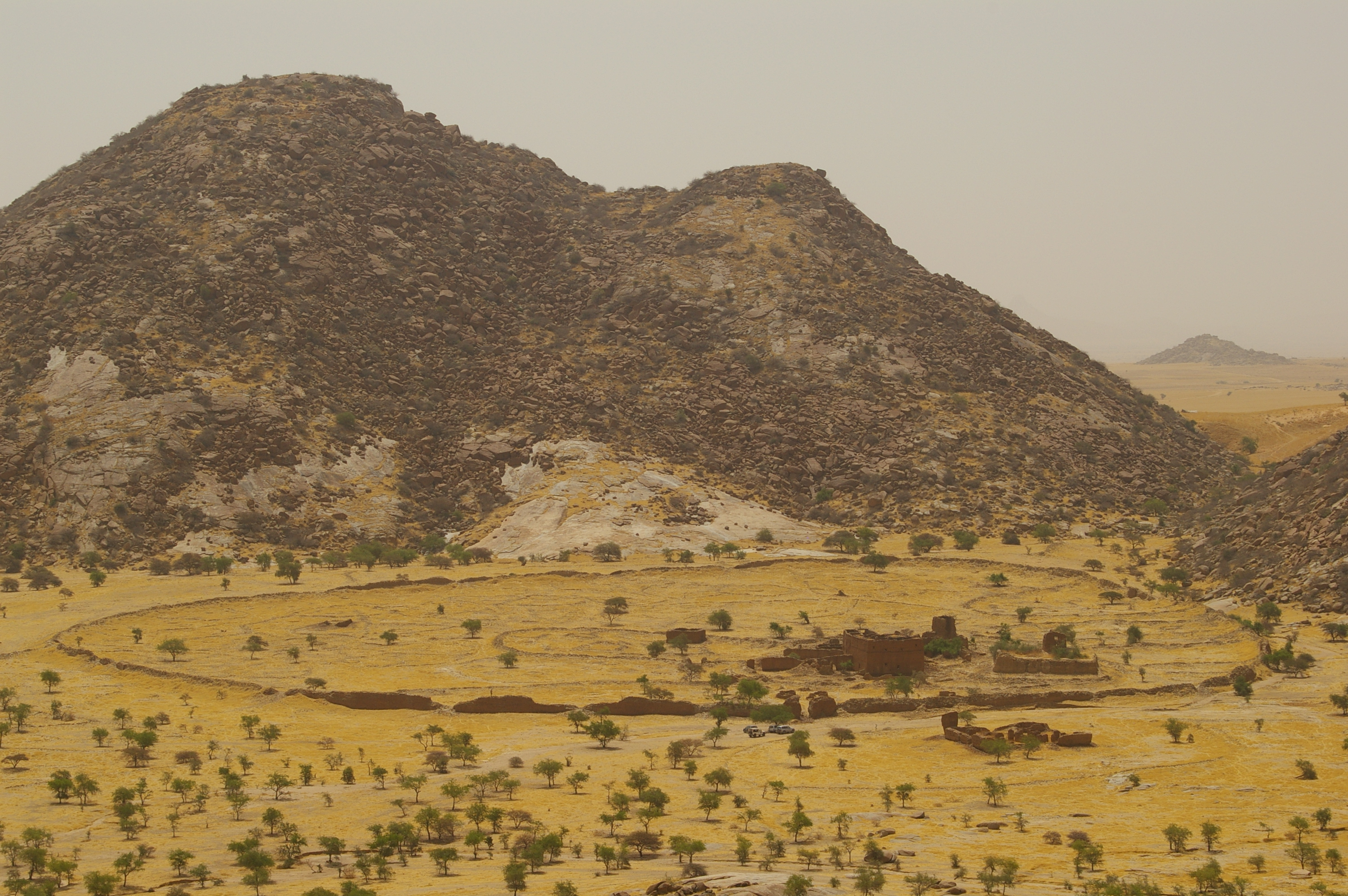
Ouara romjai

## A birodalmak kora

### Kanem, Bornu
A Kanem Birodalom a Csád-tó északi részén alakult ki a 9. században. Az új állam vezetői a mai kanembu nép ősei voltak. A 11. században az akkori király, Sayfawa áttért az iszlám hitre. A birodalom Mai Dunama Dabbalemi hosszú uralkodása alatt élte fénykorát (1221–1259). A 14. század végére a Kanem Birodalom meggyengült, s ezt kihasználva a bulala nép visszaszorította az államot a Csád-tó nyugati partjaihoz. Kanem-Bornu állama Mai Idris Aluma uralkodása alatt élte fénykorát (1571–1603). Uralkodása alatt katonai és közigazgatási reformot hajtott végre, aminek köszönhetően az 1600-as évek közepéig virágzott az ország. Ezután a hanyatlás kora következett, melynek végén, 1808-ban fulani harcosok elfoglalták a birodalom fővárosát.

### Baguirmi és Ouadai
Kanem-Bornun kívül a térségben még két állam emelkedett ki a 16. században, a Baguirmi Királyság és az Ouaddai Királyság. A két állam szintén áttért az iszlám hitre.

## Francia gyarmatosítás
Az első francia expedíciók 1891-ben érkeztek a vidékre. A vidék ellenőrzéséért a muszlim királyságokkal vívott háborúban a döntő csatát 1900. április 22-én vívták Kousséri városában a franciák. 1905-ben véglegesen irányításuk alá vonták a területet, melyet Brazzaville-ből, Francia Egyenlítői-Afrika központjából kormányoztak. Csád egészen 1920-ig nem volt különálló gyarmat, amikor az adminisztrációt átköltöztették Fort Lamyba (N’Djamena).

## A függetlenség elnyerése

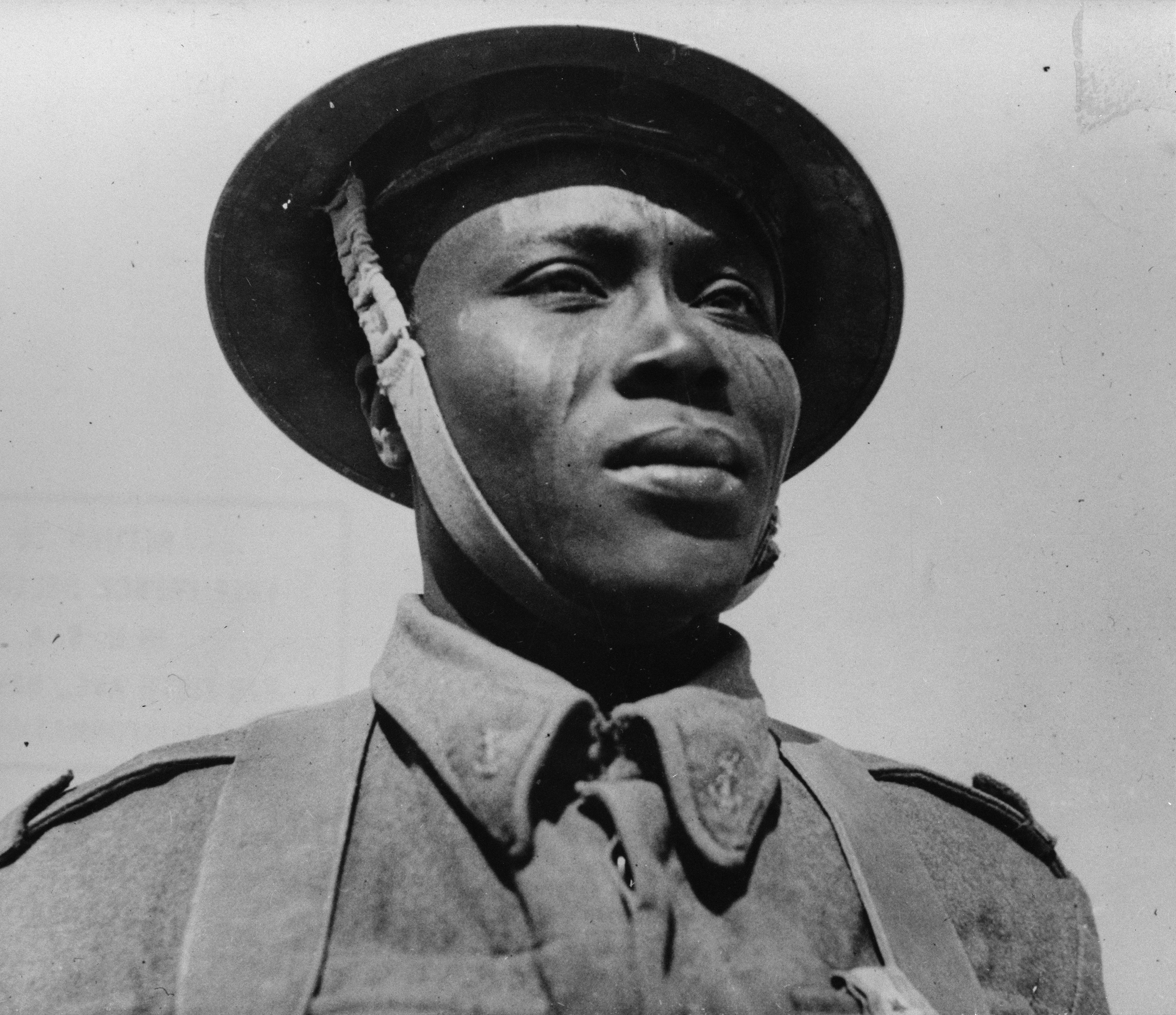
A második világháborúban 15 000 csádi katona harcolt a szabad franciák oldalán

A második világháborúban, miután Franciaországot megszállta a Náci Németország, Csádnak első ízben fekete kormányzója lett (Félix Éboué). A háború után Csádban létrejöttek az első helyi politikai pártok, többek között a Csádi Demokrata Unió (UDT) és a Csádi Progresszív Párt (PPT). 1958. szeptember 28-án autonóm gyarmat, majd 1958. november 28-án Franciaország autonóm megyéje lett. A függetlenséget 1960. augusztus 11-én nyerte el.

## A független Csád

### A Tombalbaye-rezsim
François Tombalbaye, miután Csád vezetője lett, azonnal bizonyította tekintélyelvűségét, és a demokrácia iránti bizalmatlanságát: azonnal betiltott minden politikai pártot (kivéve a sajátját, a PPT-t), és ezzel a lépéssel azonnal minden hatalmat a saját kezében összpontosított. Hogy hatalmát megőrizze, több ezer politikai foglyot vetett börtönbe.
Tombalbaye Csád középső és északi régióival szemben jelentős diszkriminációt alkalmazott. Az itt élő lakosság elégedetlensége miatt Guéra prefektúrában felkelés robbant ki 1965. november 1-jén, melyben 500 ember halt meg. A következő évben Szudánban megalakult a Csádi Nemzeti Felszabadítási Front (FROLINAT), amelynek célja volt Tombalbaye hatalmának megdöntése. Ennek eredményeként egy véres polgárháború robbant ki. Az elnök erre francia csapatokat – köztük a Francia Idegenlégiót, amely 1969–1970 között tevékenykedett itt először – hívott az országba, akik nem voltak képesek teljesen megfékezni a lázadókat. Emiatt szakított a franciákkal, és inkább Líbiához és annak vezetőjéhez, Moammer Kadhafihoz fordult. Miután Tombalbaye brutalitása egyre fokozódott, és már a déli vezetőket és a hadsereget is érintette, 1975. április 13-án a hadsereg és a csendőrség egy puccs során N'Djamenában megölték az elnököt.

### Katonai kormányzat (1975–78)

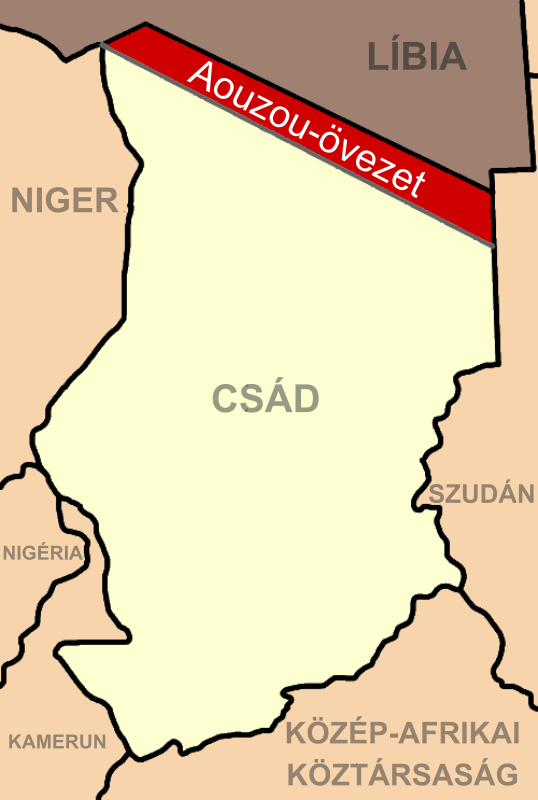
Az Aouzou-övezet (pirossal), melyet Líbia magának követelt és megszállva tartott 1976–1987 között

A puccs után a hatalom élére egy déli tábornok, Félix Malloum került. Az új kormány a gyorsan nyert népszerűségét hamar elvesztette, hiszen képtelen volt megbirkózni a felkelőkkel, sőt megegyezett velük. Így került a miniszterelnöki posztra Hisséne Habré. Ebben az évben, 1978-ban települt ki ismét a Francia Idegenlégió, ami a következő évig az országban maradt. Őket egy repülőkülönítmény kísérte, amelyben a csapásmérő erőt Mirage F1-ek és Jaguarok képviselték, az utánpótlásról C–160-asok gondoskodtak.

### Polgárháború (1979–82)
A kormányon belüli ellentétek arra késztették Habrét, hogy erőit küldje Malloum nemzeti hadserege ellen 1979 februárjában. Malloumot elmozdították az elnöki székből. Az ekkor kialakuló polgárháborúban 11 fél harcolt egymás ellen, ami a központi kormány működését lehetetlenné tette. Ekkor egyes afrikai országok úgy döntöttek, hogy beavatkoznak. Négy nemzetközi konferenciát tartottak, melyben az Afrikai Egység Szervezete (OAU) próbálta kibékíteni a háborús feleket. A negyedik egyeztetésen, amit a nigériai Lagosban tartottak, aláírtak egy egyezményt, melynek köszönhetően 1979 novemberében megalakult egy új kormány, a GUNT (Gouvernement d'Union Nationale de Transition, magyarul a Nemzeti Egység Átmeneti Kormánya)

### Háború Líbiával
Líbia, kihasználva, hogy Csádban összeomlott a központi kormányzat, beavatkozott a háborúba. 1987-ben azonban a líbiai hadseregre csapást mért a francia és csádi haderő, és Csád élére Hisséne Habré került. Líbia részlegesen visszavonta erőit az Aouzou-övezetbe, lehetővé téve Habré katonáinak, hogy júniusban elérjék N’Djamenát. Francia csapatok és az OAU békefenntartói (3500 fős nigériai, szenegáli és zairei csapatok, az USA is finanszírozta) semlegesek maradtak a konfliktus ideje alatt. Az Aouzou-övezetet Líbia tartotta ellenőrzése alatt 1976–1987 között.
Habré több fronton folytatta a fegyveres ellenállást, a vele szemben állókat brutalitással kezelte, uralma alatt sokakat kínoztak meg és mészároltak le. 1983 nyarán a GUNT erői jelentős líbiai támogatással támadásokat intéztek kormányzati pozíciók ellen Észak- és Kelet-Csádban.
A líbiai közvetlen beavatkozásra válaszul a francia és zairei erők beavatkoztak Habré oldalán, ellenlökésekkel a 16. északi szélességi kör felett fekvő területekre szorították vissza a felkelőket és a líbiai egységeket. 1984 szeptemberében a francia és líbiai kormányok keretmegállapodást írtak alá erőik kivonásáról Csádból. A megállapodásnak megfelelően az év végére a francia és zairi csapatok távoztak az országból, azonban Líbia megszegte ezt és ismételten okkupálta, megszállta Csád északi területeit, immár harmadszor.
A lázadók kommandóerőit (Codos) Dél-Csádban kormányzati mészárlások szabdalták szét 1984 során. A következő évben Habré kiegyezett több ellenzéki csoporttal: a Csádi Demokratikus Fronttal (Front Démocratique du Tchad, FDT) és a Demokratikus Forradalmi Tanács Akció-koordinációs Bizottságával (angolul Coordinating Action Committee of the Democratic Revolutionary Council).

### Habré diktatúrája
Habré megszilárdította diktatúráját, amely a korrupcióra és az erőszakra épült (becslések szerint akár 40 000 ember is meghalhatott). Mivel az elnök saját népcsoportját támogatta, és korábbi szövetségeseivel is szembefordult, egyik tábornoka, Idriss Déby puccsal megdöntötte a hatalmát 1990–2021.
Idriss Deby 2021. április 20-án halt meg a fronton, egy észak-csádi lázadó csoport elleni harci cselekmény közben.

### Csád napjainkban

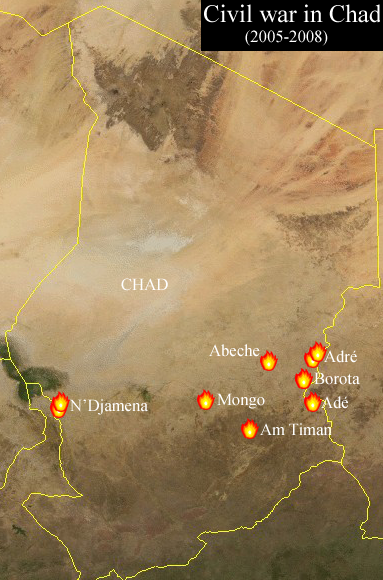
Harccselekményektől forró területek 2005–2008 között

1996-ban a csádiak népszavazás útján jóváhagytak egy új alkotmányt, és Déby könnyen nyert az elnökválasztáson, majd öt évvel később ismét győzött. 2003-ban ismét rosszabbodott a helyzet, és Csádban újabb polgárháború robbant ki: az elnök egyoldalúan megváltoztatta az alkotmányt, hogy politikai ellenfeleit eltávolítsa a hatalomból. Ez kiváltotta a társadalom és az ellenzék nemtetszését. 2006-ban az elnök újra megnyerte a választásokat, melyeket az ellenzék bojkottált. Kelet-Csádban eközben növekedett az etnikai erőszak is.
A szomszédos Szudán Csáddal határos tartománya, Dárfúr ottani harci cselekményei Csádra is kihatással voltak, az ország kénytelen volt a dárfúri menekültek ellátásában részt vállalni, illetve a csádi kormányellenes lázadók gyakran onnan indították támadásaikat. A lázadók 2008-ban többször megtámadták a csádi kormányerőket, a január végén indított és február első hetében csúcsosodó offenzívában egész N’Djamena központjáig jutottak. Az elnöki palota ostroma, részben a franciák által nyújtott támogatás miatt, kudarccal végződött, és a felkelők maradék erői (kb. 2000 fegyveres) visszavonultak Kelet-Csádba.
Miután 2021. április 20-án megölték Idriss Déby elnököt, a parlament azonnal feloszlatta magát, valamint lemondott a kormány is. Az országot a tervek szerint 18 hónapig egy átmeneti katonai tanács vezette volna, ennek ellenére még abban az évben Déby fia, Mahamat Déby lett az államfő, akit 2024-ben egy nemzetközi megfigyelők szerint sem tiszta választáson is újraválasztottak.
A 2020-as években Magyarország is feltűnt az ország történetében: az ötödik Orbán-kormány még 2023 végén döntött határozati javaslatban, hogy katonai kontingenst küld „a Csádi Köztársaság területére tanácsadási, támogatási és harctéri mentorálási feladatok ellátása, az ott tartózkodó magyar állampolgárok és a helyben lévő magyar érdekeltségek oltalmazása, továbbá a terrorizmus elleni küzdelem támogatása érdekében – szükség esetén a szövetséges nemzetközi erőkkel való együttműködésben – 2025. december 31-ig.” Ekkor Szalay-Bobrovniczky Kristóf honvédelmi miniszter a migrációval indokolta a lépést, mondván a Száhel-övezetben próbálják elejét venni az onnan kiinduló migrációs hullámoknak. Az Orbán Gáspár, Orbán Viktor miniszterelnök fia közreműködésével kísért katonai szerepvállalás kritikákat is kiváltott, miután a magyar kormány a későbbiekben sem tájékoztatott érdemben a katonai jelenlét valódi céljáról, amiről feltételezik, hogy az Csád ásványkincseinek részleges megszerzéséért történik, de esetlegesen orosz hírszerzői tevékenységet sem zártak ki a magyar katonák megjelenése mögött, miközben Magyarországnak se múltja, se helyismerete nincs az országban.

## Lásd még
- Csád
- Közép-afrikai háború
- Dárfúri konfliktus

## Fordítás
- Ez a szócikk részben vagy egészben  a   History_of_Chad című angol Wikipédia-szócikk fordításán alapul.  Az eredeti cikk szerkesztőit annak laptörténete sorolja fel. Ez a jelzés csupán a megfogalmazás eredetét és a szerzői jogokat jelzi, nem szolgál a cikkben szereplő információk forrásmegjelöléseként.